# The Pacific
The Pacific es una miniserie de televisión ambientada en la Segunda Guerra Mundial, producida por HBO, que se estrenó en marzo de 2010. La serie se centra en la intervención militar estadounidense en el Teatro del Pacífico. Es un proyecto íntimamente ligado y sucesor de Band of Brothers, que se centraba en el continente europeo.
The Pacific se basa en las memorias de dos marines, Helmet for My Pillow de Robert Leckie y With the Old Breed de Eugene Sledge. La miniserie narra la historia de ambos autores y la del marine John Basilone en las batallas contra el Imperio del Japón.
Los escritores de The Pacific están encabezados por uno de los principales escritores de Band of Brothers, Bruce C. McKenna. Hugo Ambrose, hijo de Stephen Ambrose, autor del libro Band of Brothers, es asesor histórico del proyecto.

## Reparto
- James Badge Dale es Robert Leckie.
- Joseph Mazzello  es Eugene Sledge.
- Jon Seda es John Basilone.
- William Sadler  es el teniente coronel Lewis Puller.
- Rami Malek es Merriell "Snafu" Shelton
- Ashton Holmes es Sid Phillips.
- Brendan Fletcher es Bill Leyden.
- Nathan Corddry es Nathan Corddry.
- Isabel Lucas es Gwen.
- Claire van der Boom es Stella.
- Caroline Dhavernas es Vera Keller.
- Annie Parisse es Lena Mae Riggi-Basilone (1913–1999).
- Catherine McClements es Catherine Leckie.

## Producción
The Pacific fue producido por Steven Spielberg, Tom Hanks y Gary Goetzman en asociación con HBO Miniseries, Playtone, DreamWorks, Seven Network y Sky Movies. Seven y Sky invirtieron en el proyecto por el derecho a transmitirlo en Australia y el Reino Unido, respectivamente. Nine Network ha transmitido previamente las producciones de HBO de Band of Brothers. Nine tuvo un acuerdo de transmisión con Warner Bros., propietaria de HBO, pero luego HBO comenzó a distribuir sus propias producciones por separado. En abril de 2007, los productores establecieron una oficina de producción en Melbourne y comenzaron a emitir.
Originalmente, el presupuesto de producción se estimó en $100 millones, pero terminó costando más de $200 millones, convirtiendo a The Pacific en la miniserie de televisión más cara jamás creada por ninguna cadena. Según The Sydney Morning Herald, la serie costó $270 millones, con un estimado de $134 millones de los gastados en Australia. El periódico australiano Herald Sun estima que generó cuatro mil empleos y $180 millones para la economía australiana.
La filmación de la miniserie en Australia comenzó el 10 de agosto de 2007 y finalizó a fines de mayo de 2008. Desde agosto hasta noviembre de 2007, la filmación se realizó en localizaciones en Port Douglas, Queensland y alrededores, incluida Mossman, Queensland; Drumsara Plantation, Mowbray National Park y playas en Rocky Point, Queensland. La producción luego se trasladó a Victoria rural, en You Yangs cerca de Lara (de noviembre a diciembre de 2007), luego a una cantera de arena en Sandy Creek Road cerca de Geelong, Victoria hasta febrero de 2008. Las ubicaciones de Melbourne se usaron a fines de 2007 y hasta 2008 inclusive Central City Studios en Melbourne Docklands (marzo de 2008); Flinders Street (entre las calles Swanston y Elizabeth, 1-4 de febrero de 2008); la intersección de las calles Swanston y Flinders (febrero de 2008); la Estación de Flinders Street (2-3 de febrero de 2008). Otros lugares suburbanos incluyeron Bundoora, Victoria, específicamente el Ernest Jones Hall en el campus de la Universidad La Trobe, Bundoora (finales de mayo de 2008); el Railway Hotel, South Melbourne (diciembre de 2007); Scotch College, Melbourne (diciembre de 2007); o la Escuela secundaria de Melbourne (diciembre de 2007).
El historiador Hugh Ambrose, hijo del autor de Band of Brothers, Stephen E. Ambrose, escribió el libro oficial adjunto a la miniserie, que sigue las historias de dos de los hombres destacados de la miniserie, Basilone y Sledge, así como historias del amigo de Sledge, Sidney Phillips, y dos hombres que no aparecieron en la serie, el oficial de marina Austin Shofner y el piloto de la armada estadounidense Vernon Micheel. El elenco diferente ofrece una vista más amplia del Frente del Pacífico, permitiendo que el libro incluya la caída de Filipinas, la Batalla de Midway, la Batalla del Mar de Filipinas y la de Luzón y amplíe la narrativa para incluir representaciones de la vida experimentada por prisioneros de guerra, oficiales superiores y el desarrollo de la aviación naval. Fue publicado en el Reino Unido y los Estados Unidos en marzo de 2010 y Ambrose dio una entrevista por internet sobre el libro en la Biblioteca Militar Pritzker el 15 de abril de 2010.

## Historia
La historia relatada en The Pacific se basa en varias fuentes, sobre todo en las memorias de dos marines, Helmet for My Pillow de Robert Leckie y With the Old Breed por Eugene Sledge. También cuenta con el material adicional proporcionado por los libros Red Blood, Black Sand de Chuk Tatum y China Marine de Eugene Sledge y publicado póstumamente por su esposa, Jeanne Sledge. Hugo Ambrose es asesor histórico del proyecto, hijo del fallecido Stephen Ambrose, autor del libro Band of Brothers y base principal de la serie homónima.
The Pacific contará la historia de los autores de las memorias, Robert Leckie y Eugene Sledge, así como la de su compañero marine John Basilone, y su lucha contra el Imperio del Japón a través del Pacífico.
La miniserie relata algunas de las batallas en las que intervino la 1.ª División de Marines, tales como Guadalcanal, Peleliu, y Okinawa.

## Episodios
| N.º | Título                          | Dirigido por                  | Escrito por                                            | Fecha de emisión original | Audiencia (millones) |
| --- | ------------------------------- | ----------------------------- | ------------------------------------------------------ | ------------------------- | -------------------- |
| 1   | «Part One» «Guadalcanal/Leckie» | Tim Van Patten                | Bruce C. McKenna                                       | 14 de marzo de 2010       | 3,08                 |
| 2   | «Basilone»                      | David Nutter                  | Bruce C. McKenna                                       | 21 de marzo de 2010       | 2,79                 |
| 3   | «Melbourne»                     | Jeremy Podeswa                | George Pelecanos y Michelle Ashford                    | 28 de marzo de 2010       | 2,77                 |
| 4   | «Gloucester/Pavuvu/Banika»      | Graham Yost                   | Robert Schenkkan y Graham Yost                         | 4 de abril de 2010        | 2,52                 |
| 5   | «Desembarco en Peleliu»         | Carl Franklin                 | Laurence Andries y Bruce C. McKenna                    | 11 de abril de 2010       | 2,71                 |
| 6   | «El aeródromo de Peleliu»       | Tony To                       | Bruce C. McKenna, Laurence Andries, y Robert Schenkkan | 18 de abril de 2010       | 2,38                 |
| 7   | «Las colinas de Peleliu»        | Tim Van Patten                | Bruce C. McKenna                                       | 25 de abril de 2010       | 2,55                 |
| 8   | «Iwo Jima»                      | David Nutter y Jeremy Podeswa | Robert Schenkkan y Michelle Ashford                    | 2 de mayo de 2010         | 2,34                 |
| 9   | «Okinawa»                       | Tim Van Patten                | Bruce C. McKenna                                       | 9 de mayo de 2010         | 1,81                 |
| 10  | «Hogar»                         | Jeremy Podeswa                | Bruce C. McKenna y Robert Schenkkan                    | 16 de mayo de 2010        | 1,96                 |

## Recepción
The Pacific fue muy bien recibida por los críticos, recibiendo un puntaje promedio de 87 de 100 en el agregador Metacritic. James Poniewozik de la revista Time la nombró una de las 10 series de televisión más importantes de 2010. Ramsey Isler, crítico de IGN, le dio a la miniserie un puntaje "Great" de 8.5 sobre 10, diciendo "aunque no creo que The Pacific supere a Band of Brothers en términos de ejecución técnica y valor de entretenimiento en general, muchas de las comparaciones serán discutibles ya que The Pacific es un tipo diferente de serie con diferentes objetivos. Esta serie buscaba mirar más allá del combate y pinta una imagen completa y vívida de la guerra y la gente que luchó con historias centradas e individuales. Es un orden difícil de cumplir para cualquier serie, y aunque The Pacific no siempre tiene colores brillantes, sí hace un esfuerzo admirable". IGN también revisó cada episodio individual, y el «Episodio 9» recibió un puntaje perfecto de 10 de 10.